# Fraamklap
Fraamklap is een gehucht even ten zuiden van Middelstum en iets ten westen van Boerdam  in de gemeente Eemsdelta in de Nederlandse provincie Groningen. Het gehucht bestaat uit bebouwing rond een brug en een bedrijventerrein ten zuidoosten hiervan. Ondanks de geringe grootte, enkele huizen en een café, is de plaats bekend bij veel Groningers.

## Naam
Het plaatsje is genoemd naar de daar aanwezige klap (naar de lokale benaming voor, in dit geval, een ophaalbrug, soms verward met klapbrug) over het Boterdiep. In de tijd dat hier nog een vaste brug aanwezig was (in het Gronings: "til") genoemd, heette de plaats Fraamtil.
Het voorvoegsel Fraam verwijst naar de (verdwenen) borg Fraam bij Huizinge. De brug ligt vrij ver van deze voormalige burcht af, maar gaf de plaats aan waar men van het Boterdiep moest "afslaan" om via het Westerwijtwerdermaar en het Huizingermaar bij Huizinge (en dus bij Fraam) te komen.

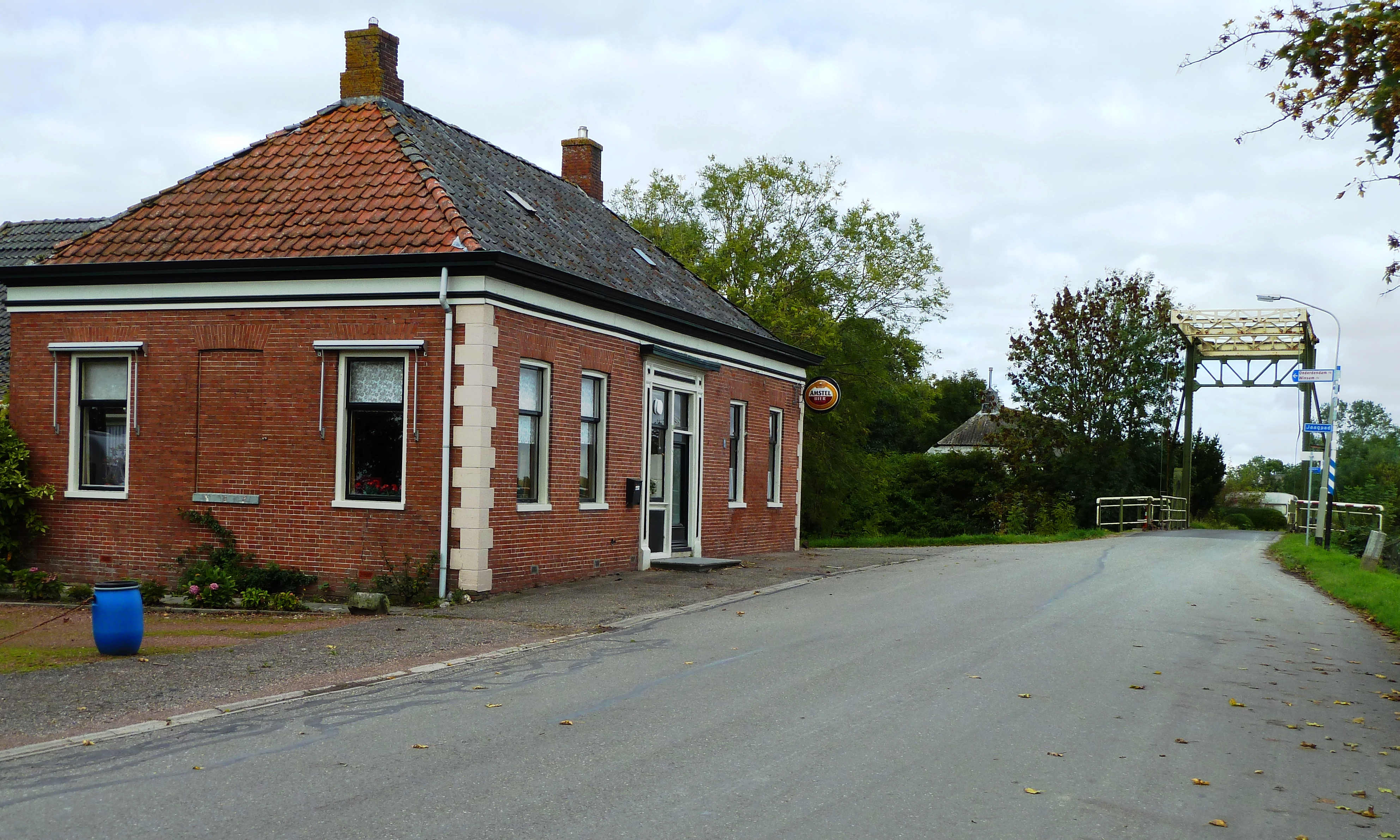
Het café met de klap op de achtergrond
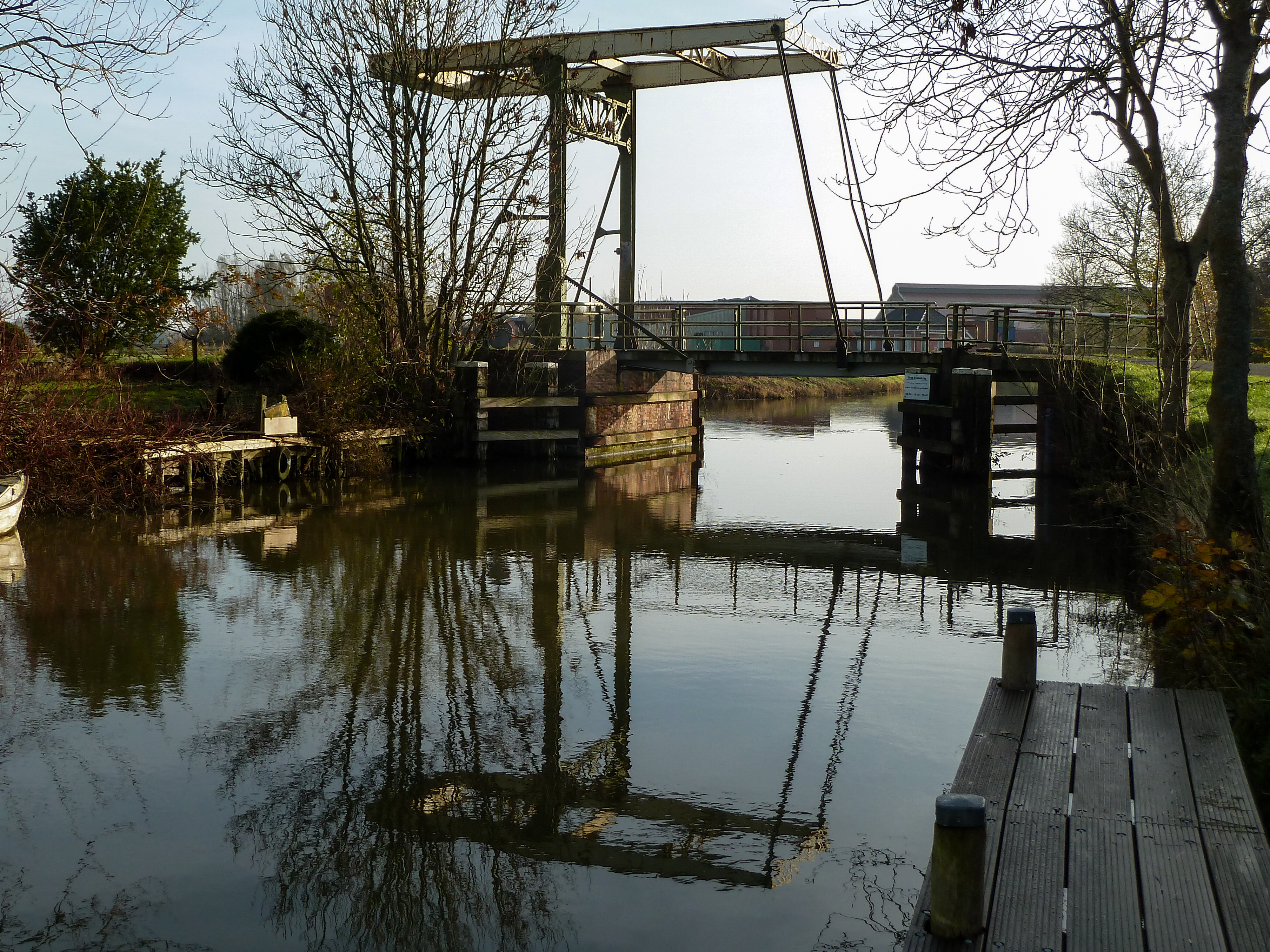
Zijaanzicht van de klap
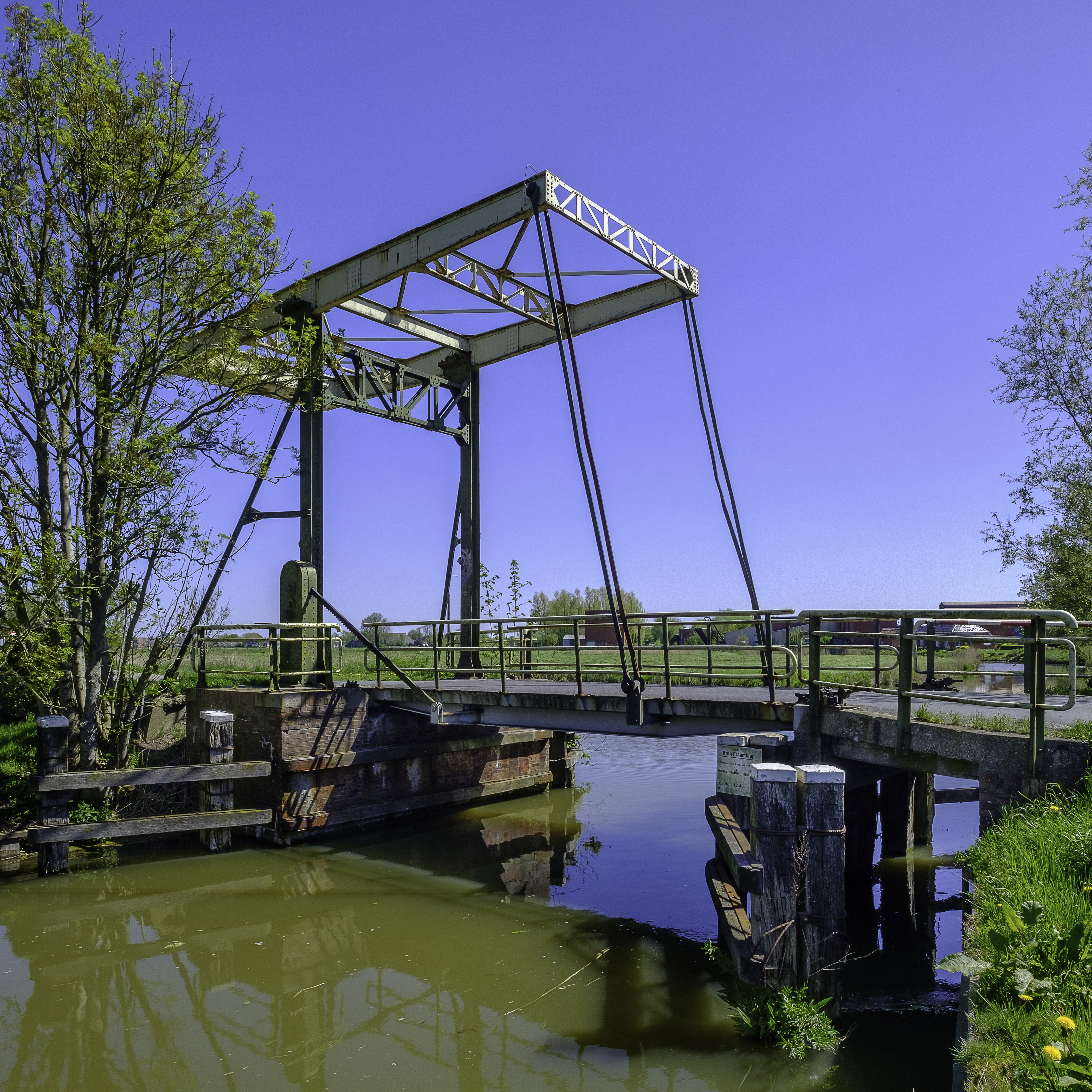
De klap in de lente
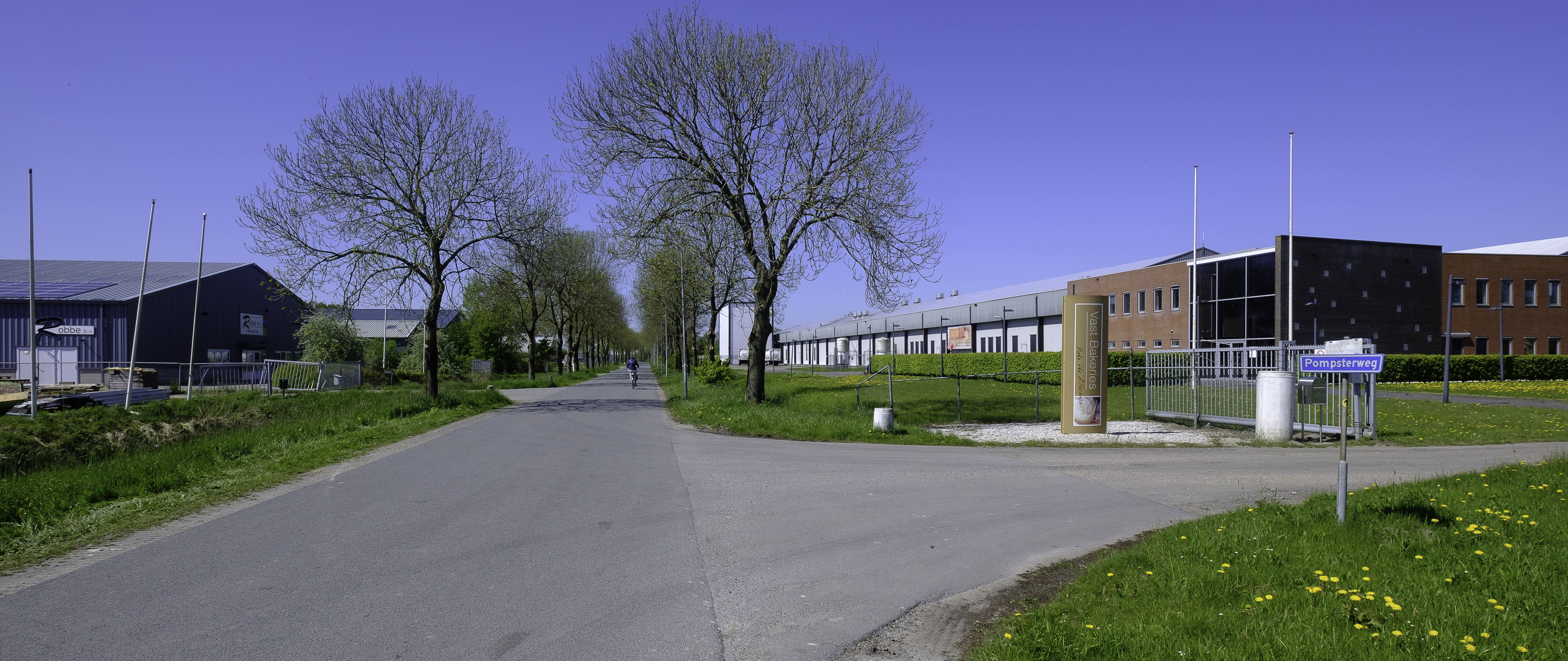
Bedrijven langs de Pompsterweg

## Bedrijvigheid
In het gehucht stond in de 18e en 19e eeuw een kalkoven.
Van 1979 tot 1981 heeft bij Fraamklap de modernste steenfabriek van Nederland gestaan. Deze fabriek was onderdeel van het bedrijf De Verenigde Steenfabrieken Groningen. De fabriek vervaardigde NeHoBo stenen in diverse maatvoeringen. Naast deze fabriek stond de fabriek Boerdam en deze maakte NeHoBo, Poroton (waarvan de V.S.G de enige producent was in Nederland) diverse gevelstenen. Tot eind jaren zeventig waren de Verenigde Steenfabrieken Groningen de grootste producent in Europa van draineerbuizen.
De V.S.G had fabrieken in Zuidwolde, Feerwerd, Winneweer en Scheemda en tot 1926 de Nijverheid te Bedum, het hoofdkantoor was gevestigd aan de Verlengde Hereweg 138 en 140 in Groningen. Eveneens was V.S.G grootaandeelhouder in NeHoBo, die fabrieken had in Tienray, Druten en Heukelum. De eigenaren van de V.S.G groep waren een tweetal Groningse families Kwant en v/d Ploeg.
In 1981 heeft de V.S.G de poorten gesloten vanwege de enorm teruglopende vraag in Nederland naar bakstenen en de sluiting van de NeHoBo-holding.

## Verwijzingen
In de jaren zeventig heeft RTV Noord een tijdje een satirisch radioprogramma uitgezonden met de naam Radio Fraamklap.

## Schaatsen
Fraamklap wordt ook wel het "Barthlehiem" van de provincie Groningen genoemd. Tijdens de Noorder Rondritten (een 150 km lange schaatstocht) passeren de wedstrijdschaatsers Fraamklap drie keer.